# Nnamdi Collins
Pharrell Nnamdi Collins (Düsseldorf, Alemania, 10 de enero de 2004) es un futbolista alemán que juega de defensa en el Eintracht Fráncfort de la Bundesliga.

## Primeros años
Nacido en Düsseldorf, Alemania, Collins pasó un tiempo en la academia del Fortuna Düsseldorf.

## Trayectoria
Se unió al Borussia Dortmund en 2016 y ascendió rápidamente en las categorías inferiores, vinculándose a la selección sub-19 a la edad de 16 años. Tras estas buenas actuaciones, se dice que fue objeto de una oferta de 2 millones de libras del Chelsea F. C. Sin embargo, firmó un nuevo contrato en mayo de 2020 y fue invitado a entrenar con el primer equipo en marzo de 2021.
Tras ser convocado con el primer equipo para los amistosos de pretemporada, participó en la derrota por 3-1 ante el VfL Bochum, aunque se retiró lesionado tras sufrir una luxación de rótula.
El 8 de agosto de 2023 se incorporó al Eintracht Fráncfort firmando un contrato de cinco años. El 5 de abril de 2024 debutó con el primer equipo ante el Werder Bremen y jugó 65 minutos en el empate a uno.

## Selección nacional
Ha representado a Alemania a nivel internacional juvenil. También puede representar a Nigeria y a la República de Irlanda por vía familiar.

## Estilo de juego
Está considerado como uno de los mejores talentos jóvenes de Alemania, debido a su imponente altura y velocidad.

## Estadísticas

### Clubes
Actualizado al último partido disputado el 17 de mayo de 2025.
| Club                              | Div.          | Temporada     | Liga  | Liga  | Liga   | Copas nacionales | Copas nacionales | Copas nacionales | Copas internacionales | Copas internacionales | Copas internacionales | Total | Total | Total  |
| Club                              | Div.          | Temporada     | Part. | Goles | Asist. | Part.            | Goles            | Asist.           | Part.                 | Goles                 | Asist.                | Part. | Goles | Asist. |
| --------------------------------- | ------------- | ------------- | ----- | ----- | ------ | ---------------- | ---------------- | ---------------- | --------------------- | --------------------- | --------------------- | ----- | ----- | ------ |
| Borussia Dortmund II · Alemania   | 3.ª           | 2022-23       | 8     | 0     | 0      | —                | —                | —                | —                     | —                     | —                     | 8     | 0     | 0      |
| Borussia Dortmund II · Alemania   | Total club    | Total club    | 8     | 0     | 0      | 0                | 0                | 0                | 0                     | 0                     | 0                     | 8     | 0     | 0      |
| Eintracht Fráncfort II · Alemania | 4.ª           | 2023-24       | 16    | 0     | 0      | —                | —                | —                | —                     | —                     | —                     | 16    | 0     | 0      |
| Eintracht Fráncfort II · Alemania | Total club    | Total club    | 16    | 0     | 0      | 0                | 0                | 0                | 0                     | 0                     | 0                     | 16    | 0     | 0      |
| Eintracht Fráncfort · Alemania    | 1.ª           | 2023-24       | 2     | 0     | 0      | —                | —                | —                | —                     | —                     | —                     | 2     | 0     | 0      |
| Eintracht Fráncfort · Alemania    | 1.ª           | 2024-25       | 24    | 1     | 1      | 2                | 0                | 0                | 6                     | 0                     | 0                     | 32    | 1     | 1      |
| Eintracht Fráncfort · Alemania    | Total club    | Total club    | 26    | 1     | 1      | 2                | 0                | 0                | 6                     | 0                     | 0                     | 34    | 1     | 1      |
| Total carrera                     | Total carrera | Total carrera | 50    | 1     | 1      | 2                | 0                | 0                | 6                     | 0                     | 0                     | 58    | 1     | 1      |